# Dircenna bairdii
Dircenna bairdii is een vlinder uit de familie Nymphalidae. De wetenschappelijke naam van de soort is voor het eerst geldig gepubliceerd in 1868 door Tryon Reakirt.